# Jackie Lomax
Pour les articles homonymes, voir Lomax.
Jackie Lomax, né John Richard Lomax le 10 mai 1944 à Wallasey en Angleterre et mort le 15 septembre 2013 sur la Péninsule de Wirral aussi en Angleterre, était un guitariste, chanteur et compositeur britannique. Il a fait partie de plusieurs groupes durant sa carrière, Dee & the Dynamites, The Undertakers, The Lomax Alliance, Heavy Jelly et Badger avec Tony Kaye, ancien claviériste de Yes. Il a aussi œuvré avec The Tea Bags avec un autre ex-Yes Peter Banks à la guitare, ainsi qu'avec George Harrison, Eric Clapton, Jeff Beck, Leon Russell et Nicky Hopkins. 

## Biographie
En Janvier 1962, Jackie quitte le groupe Dee and the Dynamites avec lequel il jouait alors pour se joindre à une autre formation, The Undertakers. Ils ont suivi le parcours entrepris par les Beatles auparavant, puis se sont retrouvés à Hambourg en Allemagne avant de signer un contrat de disques avec la maison Pye Records. Quatre singles ont été enregistrés mais un seul a rejoint les charts, Just a Little Bit, #49 en 1964 puis ils ont décidé de tenter leur chance en Amérique. Jackie a passé deux ans là-bas, d'abord avec The Undertakers puis avec d'autres groupes et en 1967, Brian Epstein a ramené son dernier combo, The Lomax Alliance de retour en Angleterre pour les assigner en vedette au Saville Theater de Londres. Puis il leur a permis d'enregistrer un single et un album pour les disques CBS, juste avant le décès d'Epstein. Durant cette période, CBS a publié deux singles de Lomax Alliance et un single solo pour Jackie Lomax lui-même, suffisamment de matériel avait été amassé pour un album mais celui-ci ne fut jamais publié.
À la suite du décès de Brian Epstein, les disques Apple ont pris la responsabilité de la carrière de Jackie, ainsi George Harrison s'est retrouvé impliqué dans la production pour l'enregistrement d'un album. Et malgré la présence de trois des Beatles sur l'album à savoir Harrison, Paul McCartney et Ringo Starr, en plus de Nicky Hopkins et Eric Clapton, Is This What You Want? n'a rencontré qu'un maigre succès d'estime. Un single tiré de l'album, Sour Milk Sea écrite par Harrison avec en face B, The Eagle Laughs at You signée Lomax n'a guère fait mieux. Puis un autre single non inclus sur l'album, New Day produit par Jackie, avec en face B How the Web Was Woven avec Leon Russell au piano ne rencontre aucun succès, cela en plus avec la séparation des Beatles en 1970, la maison Apple n'a eu d'autre choix que de mettre la carrière de ses artistes en attente. Après avoir quitté Apple, Lomax rejoint un groupe appelé Heavy Jelly, avec Alex Dmochowski, Barry Jenkins et John Moorshead, et sort deux autres albums solo, Home is in my head en 1971 puis Three en 1972, tous les deux sur disques Warner. Puis en 1973, il se joint au groupe Badger de l'ex claviériste de Yes, Tony Kaye, et publie le deuxième album White lady formé de Paul Pilnick à la guitare, lui-même Jackie à la guitare rythmique et au chant, Kim Gardner à la basse, Allen Toussaint aux cuivres, Carl Blouin au saxophone et à la flûte et Roy Dike à la batterie. Leur premier album One live Badger était plus progressif et contenait 4 musiciens mais avec l'arrivée de Lomax, Badger est devenu plus soul et devant les faibles ventes, ils se sont séparés. Puis il traverse à nouveau l'Atlantique afin d'aller tenter sa chance aux Etats-Unis alors qu'il signe un nouveau contrat de disques avec la firme Capitol Records en 1975, il y publie deux albums Livin' for Lovin' et Did You Ever Have That Feeling? avant de quitter le label.
Les années '80 furent une période calme dans sa carrière, il joue la guitare et il fait aussi des chœurs pour d'autres artistes, il joue brièvement avec The Tea Bags, formé de Peter Banks l'ex guitariste de Yes, Mick Taylor à la guitare, Kim Gardner à la basse ex-Badger, Brian Auger à l'orgue, Ian Wallace à la batterie ex-King Crimson, Graham Bell au chant, mais aucun disque n'est ressorti de cette formation. Dans les années '90, il passe son temps à jouer avec des artistes britanniques comme bassiste sur la côte ouest des Etats-Unis, The Drifters, The Diamonds, et The Coasters. Puis il joue avec Tom Petty et ses musiciens Randall Marsh, Jim Calire, Patrick Landreville et Mitch Kashmar.
En 1990. il publie la chanson Devil Eyes de Tim Buckley, sur son album True voices sur lequel on retrouve entre autres l'ex-Byrds Gene Clark. En 2001, il termine de graver son premier album solo depuis 1977, The Ballad of Liverpool Slim puis, en 2002 il retourne sur la côte ouest des Etats-Unis afin de jouer là-bas puis il joue à Liverpool au fameux Cavern Club où il a commencé sa carrière 40 ans plus tôt. Et le 13 avril 2012, Jackie joue au Star Club du Kaiserkeller à Hambourg, pour le 50e anniversaire du club avec le Star Club All-Star-Band ainsi que Brian Griffiths (Big Three), Bobby Thompson (Dominoes), Joe Fagin (Strangers), et avec The Undertakers. Durant ses dernières années, il résidait à Ojai en Californie, avec son épouse Annie (née Norma Richardson) mère de la photographe de mode Terry Richardson. Le 15 septembre 2013, Jackie Lomax s'éteint à l'âge de 69 ans, alors qu'il résidait sur la Péninsule de Wirral en Angleterre où il s'était rendu pour le mariage de sa fille.

## Discographie
The Undertakers
- Singles :
- 1963 : Everybody Loves A Lover / Mashed Potatoes
- 1963 : What About Us / Money
- 1964 : Just A Little Bit / Stupidity
- 1964 : If You Don't Come Back / Think
- 1964 : Think / If you don't come back
- 1965 :  I Fell In Love (For The Very First Time) / Throw Your Love Away Girl
- 1965 : Just A Little Bit / Will You Still Love Me Tomorrow / Ferry Across The Mersey / Barefootin' - Maxi single

- Albums :
- 2009 : Resurrection - Album Compilation des singles du groupe. Produit par Brian Jones qui joua le saxophone ténor sur la chanson

If You Don't Come Back
- 1996 : The Undertakers Featuring Jackie Lomax – Unearthed - Album Compilation de leurs singles, photographies prises par Astrid Kirchherr. Saxophone sur la chanson If You Don't Come Back par Brian Jones.

The Lomax Alliance
- Single : 
- 1967 : Try As You May / See The People

Heavy Jelly
- Single :
- 1969 : Time Out (The Long Wait) / Chewn In

- Album : 
- 1970 : Heavy Jelly

Solo
- Albums :
- 1970 : Is This What You Want? - Sur disques Apple, produit par George Harrison qui joue aussi sur l'album, Paul McCartney, Ringo Starr, Nicky Hopkins, Eric Clapton, Klaus Voormann, etc.
- 1971 : Home is in my head - Warner Bros. Records
- 1972 : Three - Warner Bros. Records
- 1976 : Livin' For Lovin' - Capitol Records
- 1977 : Did You Ever Have That Feeling ? - Capitol Records
- 2004 : Jackie Lomax – The Ballad Of Liverpool Slim - Angel Air Records
- 2009 : The Ballad Of Liverpool Slim... and other songs - Angel Air Records
- 2014 : Against All Odds - Angel Air Records - Album posthume

Badger
- Album :
- 1973 : White Lady